# Jim Broyhill
Jim Broyhill (Lenoir, 1927. augusztus 19. – Winston-Salem, 2023. február 18.) amerikai politikus, az Amerikai Egyesült Államok szenátora (Észak-Karolina, 1986).

## Életpályája
Az Észak-karolinai Egyetemen (Chapel Hill) tanult, majd 1945-ben csatlakozott apja bútoripari cégéhez, ahol 1962-ig dolgozott különböző beosztásokban.
Észak-Karolina államból 1963 és 1986 között a képviselőház, 1986-ban négy hónapig a szenátus tagja volt Washingtonban a Republikánus Párt színeiben.